# Normanton (Derbyshire)
Normanton – dzielnica miasta Derby, w Anglii, w Derbyshire, w dystrykcie (unitary authority) Derby. W 2011 roku dzielnica liczyła 17 071 mieszkańców. Normanton by Derby jest wspomniana w Domesday Book (1086) jako Norman(es)tune.